# Kembangsari (Jatibanteng)
Kembangsari is een bestuurslaag in het regentschap Situbondo van de provincie Oost-Java, Indonesië. Kembangsari telt 2658 inwoners (volkstelling 2010).